# ناشناس (فیلم)
ناشناخته یا ناشناس (به انگلیسی: Unknown) عنوان فیلمی است در ژانر تریلر روانشناسانه اکشن محصول سال ۲۰۱۱، به کارگردانی ژائومه کولت-سرا و نویسندگی اولیور باچر و استفان کورنول، که بر اساس رمانی فرانسوی با عنوان «خارج از ذهن من» به قلم «Didier Van Cauwelaert» ساخته شده است. این فیلم محصول مشترک کشور آمریکا و آلمان، با بازی لیام نیسون، دیانه کروگر، جنیوری جونز، آیدان کوئین و فرانک لانگلا می‌باشد. این فیلم در برلین و حومه فیلمبرداری شده است.

## داستان
مردی به نام دکتر مارتین هریس (لیام نیسون) همراه با همسرش به برلین سفر می‌کنند. وقتی به هتل می‌رسند مارتین می‌فهمد که چیزی را در فرودگاه جا گذاشته و برمی‌گردد. در راه، تاکسی حامل او تصادف کرده و به رودخانه پرتاب می‌شود. رانندهٔ تاکسی (دیانه کروگر) او را نجات می‌دهد. مارتین هنگامی که به هوش می‌آید فقط نامش و آن هتل را به یاد دارد. هنگامی که او به هتل می‌رود می‌بیند فرد دیگری به نام مارتین هریس در آنجا است و جای او را گرفته و همسرش که اکنون با «مارتینِ جدید» است می‌گوید که او را نمی‌شناسد. مارتین به دنبال رانندهٔ تاکسی که او را نجات داده می‌رود، اما او نیز تظاهر می‌کند که او را نمی‌شناسد، ولی بعداً به او می‌گوید که افرادی او را مجبور به این کار کرده‌اند، و با او همکاری می‌کند تا هویتش را پیدا کند...